# Habib Alejalil
Habib Alejalil (in en persa: حبیب آل جلیل‎, 2 de enero de 1999, Gorgán, Irán) es un desarrollador de videojuegos y criptoactivista iraní.

## Biografía
Habib Alejalil nació en una familia turcomana en Irán. Su abuelo era filántropo. Se mudó a Estambul, Turquía, en 2016 para estudiar allí. Estudió en la Universidad Aydin de Estambul. Estaba interesado en la robótica y ganó algunos concursos nacionales en su infancia.
Alejalil comenzó a programar a los doce años. Más tarde, lanzó algunas aplicaciones en Appstore. en 2020, lanzó su primer videojuego independiente en Steam, y en 2021 obtuvo acceso para lanzar un videojuego para Playstation. En 2017, bifurcó Bitcoin.

## Premios
- Primer lugar en las competencias nacionales de robótica de la Universidad de Ciencia y Tecnología de Irán.[10]
- Segundo puesto en Nadko (Concursos nacionales de robótica)
- La persona más valiente que participa en las competencias de robótica de la Universidad de Ciencia y Tecnología de Irán.
- Primer lugar en competencias de robótica del norte de Irán.[11]
- Mejor desarrollador independiente en Tehran Game Convention.[12]